# Barcelona (Rio Grande do Norte)
Barcelona is een gemeente in de Braziliaanse deelstaat Rio Grande do Norte. De gemeente telt 4.042 inwoners (schatting 2009).
De gemeente grenst aan Rui Barbosa, Riachuelo, São Tomé, Sítio Novo, São Paulo do Potengi en Lagoa de Velhos.